# Woblitz
Die Woblitz (von Voblica, slawisch für kleine Havel) ist ein linker Nebenfluss der oberen Havel im Norden Brandenburgs, zwischen Lychen und Himmelpfort.  Sie wird gemeinsam mit einer Reihe von Oberläufen hydrologisch auch Lychener Gewässer genannt und ist das Kernstück der gleichnamigen Bundeswasserstraße.
Sie ist nicht zu verwechseln mit der Wublitz, einem ehemaligen rechten Zufluss und heutigen Nebenarm der mittleren Havel westlich von Berlin.

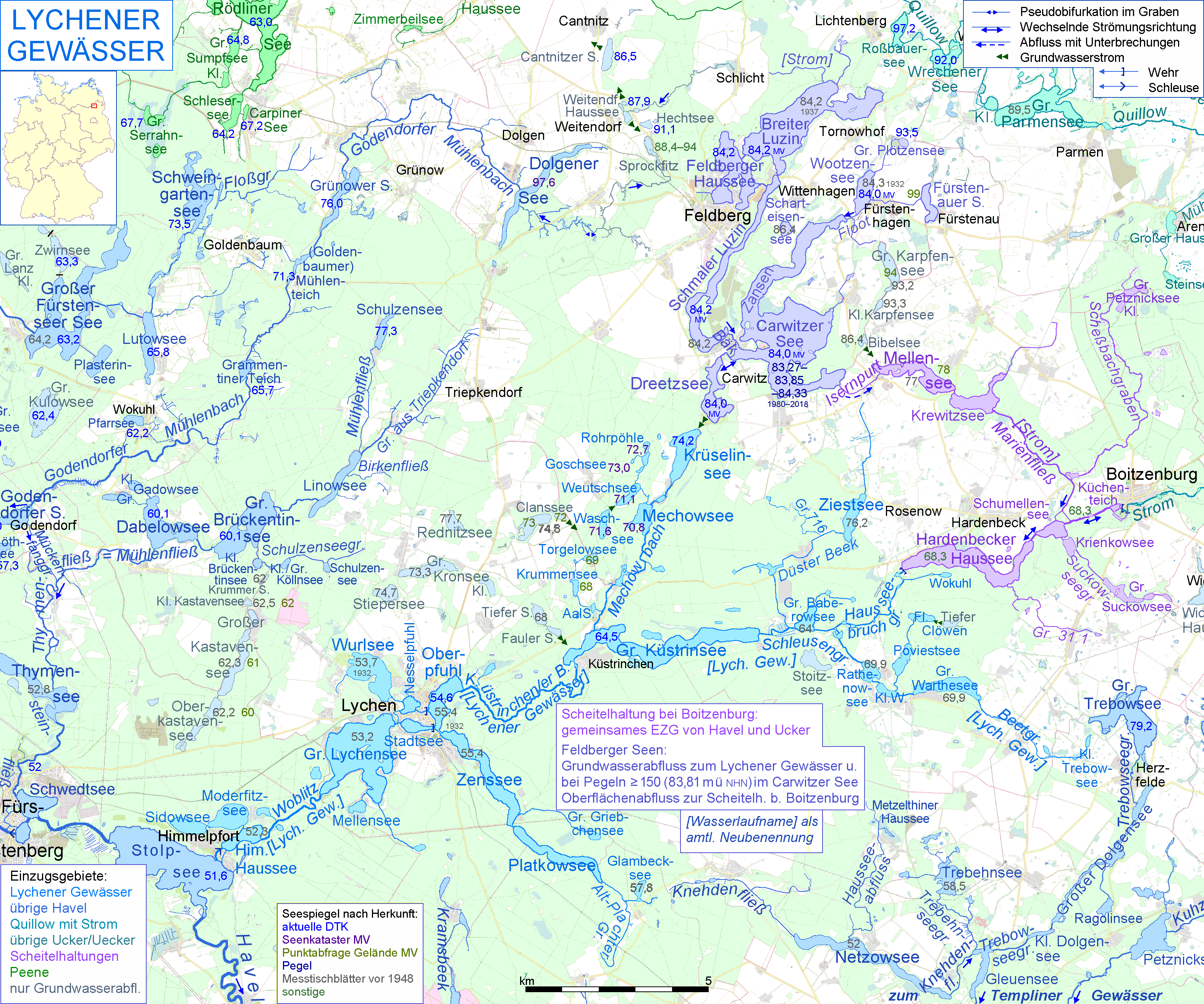
Die Woblitz als Unterlauf des Lychener Gewässers und damit als westlicher Abflussweg der Feldberger Seen und der Boitzenburger Scheitelhaltung

## Beschreibung
Ihr oberirdisches Einzugsgebiet kann unter bestimmten Stauverhältnissen bis zu den Feldberger Seen reichen. Sie durchfließt unter anderem den Großen Lychensee westlich von Lychen, östlich von Himmelpfort den Haussee (1299 als stagnum Wublitz bezeichnet) und erreicht nach Passieren der Schleuse Himmelpfort mit der Einmündung in den Stolpsee den Wasserlauf der Havel bei OHW-km 54,84.
Im südlichen Uferbereich befinden sich die Buchen-Traubeneichenwälder der Himmelpforter Heide.
Bereits im 18. Jahrhundert wurde die Woblitz zu einem Floßkanal umgestaltet. Zwischen 1879 und 1882 wurde der Fluss weiter ausgebaut, um ihn für Finowmaßkähne bis 220 t schiffbar zu machen (Lychener Kanal). Hierzu wurde westlich des natürlichen Abflusses des Haussees ein Graben mit der Schleuse Himmelpfort angelegt.
Die Woblitz ist Bestandteil der gut 8 km langen Bundeswasserstraße Lychener Gewässer (LyG) der Wasserstraßenklasse I von Lychen bis Himmelpfort, ein Seitengewässer der Oberen Havel-Wasserstraße (OHW). Zuständig ist das Wasserstraßen- und Schifffahrtsamt Oder-Havel.